# Mixopsis conferta
Mixopsis conferta là một loài bướm đêm trong họ Geometridae.